# Flammenkopfbekarde
Die Flammenkopfbekarde (Oxyruncus cristatus), früher auch als Flammenkopf  bezeichnet, ist ein Schreivogel und das einzige Mitglied der Familie der Flammenköpfe (Oxyruncidae). In der Vergangenheit wurde der Vogel zu den Familien der Schmuckvögel (Cotingidae), Tyrannen (Tyrannidae) oder Bekarden (Tityridae) gezählt.

## Merkmale

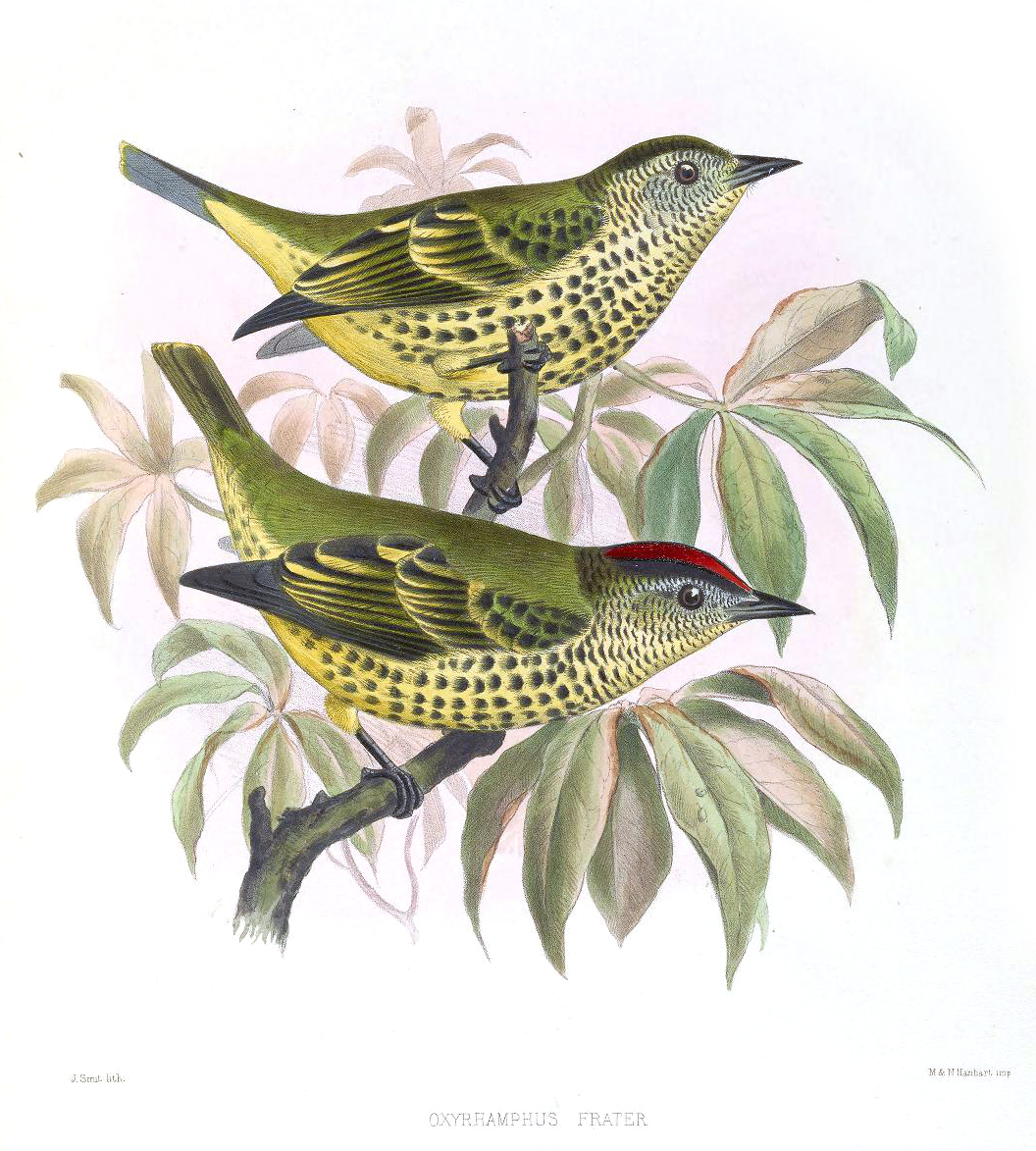
Flammenkopfbekarden

Die 17 cm lange Flammenkopfbekarde hat einen aufrichtbaren orangefarbenen Schopf, der, wenn niedergelegt, nicht sichtbar ist. Ferner kennzeichnet ihn eine orangefarbene Iris, eine schwarz gefleckte gelbliche Unterseite, ein schuppiges Gesicht und ein spitzer Schnabel.

## Vorkommen

Verbreitungsgebiet der Flammenkopfbekarde in Mittel- und Südamerika

Die Flammenkopfbekarde kommt verstreut von Costa Rica bis Peru und den Südosten von Brasilien vor. Sie ist ein Vogel des Regenwaldes, der in den Baumkronen oder in den Bäumen des Waldrandes lebt.

## Verhalten
Die Flammenkopfbekarde lebt allein oder in gemischten Gruppen. Er klammert sich geschickt an Äste, um Nahrung, wie kleine Früchte, Insekten und andere Wirbellose zu suchen.

## Fortpflanzung
Die Männchen versammeln sich zu gemeinsamen Balzritualen an besonderen Tanzplätzen (Leks). Ein flaches Schalennest wird in Astgabeln von Bäumen gebaut.

## Systematik
Die Flammenkopfbekarde wurde 1821 durch den englischen Ornithologen William Swainson erstmals wissenschaftlich beschrieben. 1820 führt der niederländische Zoologe Coenraad Jacob Temminck die Gattung Oxyruncus ein, zu der nur die Flammenkopfbekarde gehört. Sie wurde in die Familie der Bekarden (Tityridae) gestellt und war dort die einzige Art der Unterfamilie Oxyruncinae. Die Schwestergruppe der Flammenkopfbekarde ist die Unterfamilie Onychorhynchinae mit drei Gattungen. Da sich die Oxyruncinae und die Onychorhynchinae evolutionär schon vor etwa 28 Millionen Jahren von der Hauptgruppe der Bekarden (Unterfamilie Tityrinae) trennten, haben sich der dänische Zoologe Jon Fjeldså und einige weitere Wissenschaftler dafür ausgesprochen, die Oxyruncinae und die Onychorhynchinae zu eigenständigen Familien zu machen, was die ornithologische Onlinedatenbank Birds of the World und die systematische Onlinedatenbank der International Ornithologists’ Union inzwischen so übernommen haben.

## Unterarten
Es werden sechs Unterarten unterschieden:
- Oxyruncus cristatus frater, Costa Rica und Westen von Panama.
- Oxyruncus cristatus brooksi, Osten von Panama.
- Oxyruncus cristatus hypoglaucus, Roraima-Tepui, Guyanas, Amapá.
- Oxyruncus cristatus phelpsi, Süden und Südosten von Venezuela und angrenzende Gebiete in Brasilien und Guyana.
- Oxyruncus cristatus tocantinsi, Süden von Pará.
- Oxyruncus cristatus cristatus, Südosten Brasiliens, Osten von Paraguay und Provinz Misiones.

Die Populationen in Kolumbien, Ecuador, Peru, im nordwestlichen Bolivien und viele brasilianische Populationen wurden bisher keiner Unterart zugeordnet.